# Чепецкая культура
Чепе́цкая культу́ра — археологическая культура средневековых поселений, располагавшихся по среднему течению реки Чепцы и её притокам (Северная Удмуртия). Одним из крупнейших центров являлось Солдырское I городище «Иднакар».
Городища в основном мысовые, укреплены рвом и валом, крупнейшие — Солдырские, Кушманское, Дондыкарское. Встречаются также селища и могильники с трупоположениями.
Население вело комплексное хозяйство, сочетавшее скотоводство, земледелие, охоту, рыболовство и бортничество. На высоком уровне находилось косторезное ремесло и металлургия. Чепецкие мастера, как правило, подражали верхнекамским, булгарским и древнерусским образцам.
Специфический вещевой комплекс культуры включает лепную керамику чашевидных форм с добавлением толчёной раковины, а также изделия из кости — кочедыки, ложки, копоушки, гребни, пряслица с геометрическим орнаментом.
Население культуры говорило на диалектах, промежуточных между праудмуртским и пракоми языками.

## История
Возникла на основе поломской культуры. По одной из версий, под давлением булгар поломцы ушли с верхней Чепцы на среднее её течение, где образовали компактное образование поселений, удобное для обороны.
С XIII века культура приходит в упадок, городища запустевают. В. В. Напольских связывает закат культуры с разгромом монголо-татарами Волжской Булгарии (1236 год), пушной торговле с которой Чепецкие городища были обязаны своим расцветом. По мнению В. С. Чуракова, после этого не только городища, но и вообще всё среднее течение Чепцы запустевает вплоть до XVI века, когда его начали заселять удмурты, пришедшие с Вятки. С. К. Белых считает, что основная масса населения здесь всё же осталась, просто она не оставила после себя археологических следов, а затем была полностью ассимилирована пришедшими удмуртами. Данные краниологических исследований подтверждают этот вывод — антропологический облик среднечепецких удмуртов выделяется на общеудмуртском фоне.
В топонимических легендах северных удмуртов, записанных в конце XIX века, чепецкие городища фигурируют как покинутые жилища древних богатырей — сыновей Донды.

## Хозяйство
Расцвет культуры приходится на средневековый климатический оптимум, завершившийся вместе с её закатом. В это время в бассейне Чепцы таёжная растительность обогащается широколиственными и лесостепными видами, а содержание гумуса приближалось к уровню серых лесных почв, что способствовало продуктивному земледелию. Наиболее массовой культурой была полба-двузернянка, популярная в Волжской Булгарии и редкая для Руси, где доминировала озимая рожь. Также были распространены пшеница мягкая, рожь и ячмень.

## Антропологический тип
Черепа поломско-чепецкой культуры демонстрируют выраженный европеоидный облик, в отличие от более уралоидных северных удмуртов, проживающих на Чепце в настоящее время. Данный феномен может объясняться очень ранним разделением уральской расы и, как следствие, несформированностью и архаичностью облика приуральской группы. С другой стороны, не исключено складывание поломско-чепецкой культуры преимущественно на основе древних групп европейского происхождения, перешедших на финно-угорский язык подобно столь же европеоидным карелам и коми-зырянам.
Антропология не даёт поводов называть носителей поломско-чепецкой культуры «северными удмуртами». Речь может идти лишь о растворении остатков чепецкого населения среди удмуртов, заселивших бассейн Чепцы в XVII веке с юго-запада. Тем не менее, этот чепецкий субстрат оказал влияние на облик северных удмуртов. Так, согласно краниологическим исследованиям, ряд параметров удмуртских черепов из Еловского и Чабыровского могильников XVII—XIX веков в Ярском районе обнаруживает параллели в средневековом Поломском могильнике чепецкой культуры. Облик северо-западной группы современных удмуртов (Ярский район) больше похож на коми-зырян и карел, выделяясь на фоне усреднённого удмуртского антропологического типа, который в чепецкую эпоху имел место не на Чепце, а в низовьях Камы и Вятки.